# Herman Rouwé
Herman Jan Rouwé  (ur. 20 stycznia 1943 w Grouw) – holenderski wioślarz, brązowy medalista olimpijski.
Wystąpił na igrzyskach olimpijskich w Tokio w 1964, gdzie reprezentacja Holandii w składzie: Herman Rouwé, Erik Hartsuiker i Jan-Just Bos (sternik) zdobyła brązowy medal w dwójkach ze sternikiem. W finale o 2,19 sekundy przegrali z osadą USA, a o 0,27 sekundy wyprzedzili ich Francuzi. Na rozgrywanych cztery lata później igrzyskach olimpijskich w Meksyku startował w czwórkach ze sternikiem. Holendrzy nie awansowali jednak do finału, zajmując ostatecznie dziewiąte miejsce.
Ukończył weterynarię na Uniwersytecie w Utrechcie. Po zakończeniu kariery prowadził praktykę weterynaryjną we Fryzji.
Jego brat, Henk, również był wioślarzem.